# Clathrodrillia lophoessa
Clathrodrillia lophoessa é uma espécie de gastrópode do gênero Clathrodrillia, pertencente à família Drilliidae.